# Quán Đào Công chúa
Quán Đào công chúa (chữ Hán: 馆陶公主, ? - 116 TCN), húy Lưu Phiêu (劉嫖), còn được gọi Đậu Thái chủ (竇太主), là một Hoàng nữ và là Công chúa nhà Hán. Bà là con gái trưởng của Hán Văn Đế Lưu Hằng và Đậu Hoàng hậu. Xét vai vế gia tộc, bà là chị của Hán Cảnh Đế Lưu Khải, cô ruột của Hán Vũ Đế Lưu Triệt và là mẹ của Trần A Kiều - Hoàng hậu đầu tiên của Vũ Đế.
Thông qua cuộc hôn nhân của con gái, Quán Đào công chúa có vai trò quan trọng trong việc lên ngôi của Hán Vũ Đế. Khi đó, Cảnh Đế dưới tác động của bà đã phế truất Thái tử Lưu Vinh và lập Lưu Triệt lên thay.

## Cuộc đời

### Thân thế và thời trẻ
Công chúa là con gái cả của Hán Văn Đế Lưu Hằng. Mẹ bà là Đậu Hoàng hậu, người Quan Tân, quận Thanh Hà (nay là khu vực huyện Vũ Ấp, thành phố Hành Thủy thuộc Hà Bắc, Trung Quốc). Khi đó, Lưu Hằng còn làm Chư hầu vương ở nước Đại. Đậu thị là thiếp của ông, sinh ra con gái trưởng, đặt tên Lưu Phiêu. Không lâu sau, Đậu thị sinh thêm hai con trai là Lưu Khải (sau là Hán Cảnh Đế) và Lưu Vũ.
Đến năm 180 TCN, Lưu Hằng về Trường An để lên ngôi Hoàng đế. Vương hậu của ông khi này đã qua đời, các con trai do Vương hậu sinh cũng mất sớm nên em trai Lưu Phiêu là Lưu Khải được lập Hoàng thái tử. Đậu thị "mẹ quý nhờ con" nên trở thành Hoàng hậu. Lưu Phiêu là con gái lớn nhất của Văn Đế nên được phong Trưởng công chúa, đất phong ở huyện Quán Đào, từ đó gọi là [Quán Đào công chúa; 馆陶公主]. Một em trai khác là Lưu Vũ được phong làm Lương vương.
Đến tuổi trưởng thành, Quán Đào công chúa thành hôn với Đường Ấp hầu Trần Ngọ (陳午) nên bà còn được gọi là [Đường Ấp Trưởng công chúa; 堂邑長公主]. Nhà họ Trần thuộc dòng dõi công thần, vào năm Hán Ván Đế thứ 3 (177 TCN) Trần Ngọ trở thành Đường Ấp hầu thứ ba của dòng họ này, ước chừng đây là khoảng thời gian Công chúa được gả cho ông. Bà sinh hai con trai là Đường Ấp hầu Trần Tu (陳鬚), Long Lự hầu Trần Kiểu (陳蟜) và một con gái duy nhất là Trần A Kiều (陳阿嬌), gọi tắt là Trần Kiều.

### Định hôn cho con gái
Năm Hán Văn Đế Hậu Nguyên thứ 7 (157 TCN), Hán Văn Đế băng hà. Thái tử Lưu Khải lên nối ngôi, tức là Hán Cảnh Đế.
Bấy giờ, với tư cách là chị của Hoàng đế và sự dung túng của mẹ là Đậu Thái hậu, thế lực của Quán Đào công chúa ngày một lớn, bà thường tự do ra vào hậu cung, giữ quan hệ mật thiết với Hán Cảnh Đế, thường xuyên dâng tặng mỹ nữ khiến Lịch Cơ - sủng phi của ông ghi hận. Sau khi Bạc Hoàng hậu bị phế, Cảnh Đế lập trưởng tử Lưu Vinh, con trai Lịch Cơ làm Hoàng thái tử. Quán Đào muốn con mình làm Hoàng hậu tương lai nên ngỏ ý gả con cho Lưu Vinh, kết quả bị Lịch Cơ cự tuyệt thô bạo khiến bà oán hận.
Nhân dịp đó, Vương phu nhân - phi tần khác của Hán Cảnh Đế âm mưu giành ngôi Thái tử cho con là Giao Đông vương Lưu Triệt, nên đã chấp nhận lời nghị hôn của Công chúa. Công chúa bắt đầu liên thủ với Vương phu nhân, nói tốt Lưu Triệt trước mặt Cảnh Đế, gièm pha Lịch Cơ khiến ông không hài lòng. Vương phu nhân và Công chúa bí mật sai đại thần dâng tấu thỉnh lập Lịch Cơ làm Kế Hoàng hậu. Hán Cảnh Đế đang chán ghét Lịch Cơ, cho rằng Lịch Cơ cấu kết triều thần nên ra chiếu phế truất Thái tử, Lịch Cơ phẫn uất tự sát. Năm Hán Cảnh Đế Tiền Nguyên thứ 7 (150 TCN), Hán Cảnh Đế phong Vương phu nhân làm Hoàng hậu, Lưu Triệt làm Thái tử, Trần Kiều trở thành Thái tử phi.
Câu chuyện này được tiểu thuyết Hán Võ cố sự phóng tác hết sức chi tiết. Nguyên văn:
| “              | 漢景皇帝王皇后，納太子宮，得幸，有娠，夢日入其懷，景帝亦夢高。高祖謂己曰：「王美人得子，可名爲彘。」及生男，因名焉。是爲武帝。帝以乙酉年七月七日旦生於猗蘭殿。年四歲，立爲膠東王。數歲，長公主嫖抱置膝上，問曰：「兒欲得婦不？」膠東王曰：「欲得婦。」長主指左右長御百餘人，皆云不用。末指其女問曰：「阿嬌好不？」於是乃笑對曰：「好！若得阿嬌作婦，當作金屋貯之也。」長主大悅，乃苦要，上遂成婚焉。皇后既廢，栗姬次應立，而長主伺其短，輒微白之。上嘗與栗姬語屬諸姬子曰：「吾百歲後善視之」，栗姬怒弗肯應。又罵上老狗，上心銜之，未發也。長主日譖之，因譽王夫人男之美。王夫人陰告長主，使大臣請立栗姬爲後，上以爲栗姬諷之，遂發怒誅大臣、廢太子爲王。栗姬自殺，遂立王夫人爲後。膠東王爲皇太子，時年七歲，上曰：「彘者徹也。」因改徹。 ... Hán Cảnh Hoàng đế Vương Hoàng hậu, khi còn ở Thái tử cung, được sủng hạnh, có thai. Một tối, Đế nằm mơ thấy Cao Tổ nói rằng:「"Vương phu nhân nếu sinh là con trai, đặt tên là Trệ"」. Quả nhiên sinh ra con trai, lấy đó làm tên, đó chính là Vũ Đế. Năm ấy là năm Ất Dậu, ngày 7 tháng 7, (Vũ Đế) được sinh ra tại Y Lan điện. Năm 4 tuổi, lập làm Giao Đông vương. Một lần, Trưởng công chúa Phiêu ôm vào lòng rồi hỏi:「"Con có muốn lấy vợ không?"」. Giao Đông vương nói:「"Có"」. Trưởng chúa chỉ vào đám đông hơn trăm người đứng cạnh gợi ý tiếp:「"Muốn người nào?"」. Giao Đông vương đều nguầy nguậy lắc đầu, tỏ ý không ưng. Trưởng chúa lại chỉ tay về phía con gái mình, rồi hỏi:「"Ta gả A Kiều làm vợ cho con được chăng?"」. Giao Đông vương nhoẻn cười đáp:「"Được ạ! Nếu lấy được A Kiều làm vợ, con sẽ cho đúc nhà vàng để cho nàng ở"」. Trưởng chúa rất vui, bèn nói với Thượng (tức Hán Cảnh Đế), do đó hôn sự ban thành. Khi đó Hoàng hậu không con, lập con trai của Lịch Cơ làm Thái tử. Hoàng hậu đã bị phế, Lịch Cơ vị thứ, đáng nên lập, nhưng Trưởng chúa can thiệp, Lịch Cơ không vui, có buôn lời trách mắng để bụng. Thượng giao muốn phó các con trai chư vị Cơ thiếp giao Lịch Cơ, nói:「"Sau khi ta mất thì hãy chăm chúng nó"」, Lịch Cơ giận không đáp ứng, còn mắng Thượng như "Lão cẩu", Thượng để tâm. Trưởng chúa to nhỏ với Thượng, lại thấy con trai của Vương phu nhân có dung mạo đẹp, mà Vương phu nhân hiệp cùng Trưởng chúa, mật sai đại thần khuyên lập Lịch Cơ làm Hoàng hậu, Thượng cho rằng Lịch Cơ ở sau giật dây, phát nộ giết đại thần, rồi phế Thái tử làm Vương. Lịch Cơ tự sát, lập Vương phu nhân làm Hoàng hậu. Giao Đông vương làm Thái tử, khi đó 7 tuổi. Trong chiếu viết:「"Trệ, cũng là Triệt"」. Do đó cải tên thành Triệt. | ” |
| — Hán Võ cố sự | |   |

Câu chuyện này về sau rất nổi tiếng trong văn hóa Trung Quốc, dưới cái tên Kim ốc tàng Kiều (金屋藏嬌), nghĩa là "Nhà vàng cất người đẹp". Câu chuyện nổi tiếng đến mức gần như trở thành chính sử.

### Hãm hại họ Vệ
Năm Hậu Nguyên thứ 3 (141 TCN), Hán Cảnh Đế băng hà. Thái tử Lưu Triệt lên ngôi, tức Hán Vũ Đế. Trần Kiều được sách lập Hoàng hậu. Thời gian này, Quán Đào công chúa được gọi là Đại Trưởng công chúa (大長公主) hoặc Đậu Thái chủ (竇太主). Nguyên nhân gọi bà là ["Đậu Thái chủ"] vì cách xưng phổ biến thời Hán là gọi ai đó theo họ mẹ. Mẹ của Thái chúa là Đậu Thái hoàng thái hậu, vì thế phát sinh ra lệ này.
Ban đầu tình cảm Đế-Hậu rất đỗi tốt đẹp. Hán Vũ Đế thường xuyên tới cung của Trần Hoàng hậu mỗi khi tan triều và dành thời gian bên bà. Về sau, Trần Hoàng hậu không sinh được con nên bị thất sủng. Thế nhưng nhiều sử gia cho rằng Vũ Đế Lưu Triệt xem trọng Trần hậu chỉ vì cả nể Quán Đào công chúa, người có công lớn trong việc phò trợ ông đăng cơ nên ông đành ngậm bồ hòn làm ngọt. Sử sách ghi nhận Trần Kiều được nuông chiều từ bé nên tính nết ương ngạnh, cậy Đậu Thái hoàng thái hậu sủng ái, lại có mẹ từng lập đại công nên hống hách với cả Vũ Đế, không cho ông gần gũi phi tần. Bấy giờ, Thái úy Vũ An hầu đồn rằng Hoàng đế vô tự thì ngôi Hoàng đế về sau sẽ thuộc về Hoài Nam vương.
Năm Kiến Nguyên thứ 2 (139 TCN),  Vũ Đế ghé thăm phủ Bình Dương công chúa, gặp Vệ Tử Phu, nhạc nữ ở Bình Dương phủ. Say mê vẻ đẹp của nàng, Vũ Đế lập tức sủng hạnh, sáng hôm sau ban thưởng Công chúa 1,000 cân vàng rồi mang nàng về cung. Tuy vậy, chỉ trong thời gian ngắn Vũ Đế vô tình quên mất Tử Phu, để nàng sống chen chúc trong hậu cung hơn nghìn người mà không một lần triệu hạnh. Một năm sau, Tử Phu nghĩ mình không còn cơ hội hầu hạ Vũ Đế nên cũng xin viên hoạn quan ghi tên vào danh sách cung nữ già xuất cung. Trước khi đi, hoạn quan đưa toàn bộ cung nữ đến cho Vũ Đế xem mặt lần cuối. Trông thấy Vũ Đế, Tử Phu liền bật khóc. Hán Vũ Đế nhớ lại người đẹp mình đã gặp và sủng ái tại Bình Dương phủ, bèn dắt tay đưa về cung. Tử Phu phục sủng và nhanh chóng mang thai khiến Quán Đào công chúa lo sợ cho địa vị của con mình, bèn lập mưu trừ khử. Do em trai Tử Phu là Vệ Thanh được Vũ Đế tuyển vào cung làm việc ở Kiến Chương điện, Quán Đào công chúa nhân cơ hội nhốt Vệ Thanh vào ngục, toan xử tử. May sao có người bạn của Vệ Thanh là Công Tôn Ngao (公孙敖) cùng các tráng sĩ xông vào cứu, Vệ Thanh mới thoát chết. Tử Phu khóc lóc kêu oan với Vũ Đế, Vũ Đế liền thăng Vệ Thanh làm Thị trung, không lâu sau lại được thăng làm Đại trung đại phu, đồng thời ban hôn, ban thưởng cho toàn gia tộc họ Vệ.
Vũ Đế chuyên sủng Vệ Tử Phu, tấn phong làm Phu nhân, địa vị chỉ thua Hoàng hậu. Tuy Trần Hoàng hậu vẫn có Đậu Thái hoàng thái hậu để dựa vào, nhưng quan hệ Đế-Hậu đã không thể cứu vãn sau chuyện của Vệ Thanh, bên cạnh đó Trần hậu mãi không có con trong khi Vệ Phu nhân đã sinh 3 con gái. Trần hậu ghen tức hạ độc thì bị Vũ Đế phát giác, ông nảy sinh ý định phế hậu để lập Vệ Tử Phu lên thay. Nghe vậy, Quán Đào công chúa oán thán với Bình Dương công chúa rằng:「"Hoàng đế không có ta thì làm sao được lập, nay lại vứt bỏ đi con gái ta, khác nào bội bạc?!"」, Bình Dương công chúa đáp:「"Dùng lý do không con, có thể phế"」.
Năm Nguyên Quang thứ 5 (130 TCN), có người tố giác Trần Hoàng hậu triệu người đồng cốt Sở Phục (楚服) vào cung, sử dụng tà thuật Vu cổ để mê hoặc Hoàng đế, giúp bà chóng mang thai, đồng thời nguyền rủa Vệ phu nhân. Có tin đồn cả hai phát sinh quan hệ đồng tính luyến ái. Vũ Đế tức giận, giao cho Trương Thang điều tra, không lâu sau chứng thực và lập tức định tội Hoàng hậu. Khi này Đậu Thái hoàng thái hậu đã mất, Vũ Đế không còn kiêng nể mẹ con Trần Hoàng hậu nên ra chiếu phế truất Trần thị, đày vào Trường Môn cung (長門宮) với lý do:「"Hoàng hậu không con, lại vướng vào việc Vu hoặc, không thể thừa Thiên mệnh. Nay tịch thu ấn, bãi cư Trường Môn cung"」. Sở Phục và hơn 300 người bị xử tử. Sau đó, Vệ phu nhân được Vũ Đế lập làm Kế hậu.

### Thành hôn với con nuôi
Năm Nguyên Quang thứ 6 (129 TCN), chồng Quán Đào là Đường Ấp hầu Trần Ngọ qua đời. Do lúc đó bà đã hơn 50 tuổi, không thể tái giá và phải làm góa phụ. Tuy nhiên, bà lại yêu quý mĩ nam là Đổng Yển (董偃).
Nguyên gia đình họ Đổng vốn chuyên làm nghề chế tác châu báu nên từ nhỏ Đổng Yển đã theo mẹ ruột của mình lần lượt tìm tới các nhà quý tộc đại vương để bán các những đồ châu báu do nhà mình làm ra. Một lần Quán Đào công chúa gặp được Đổng Yển, thấy sắc đẹp của anh ta nên rất thèm muốn bèn cho vào làm con nuôi kiêm tình nhân.
Do có sự sủng ái của Quán Đào, Đổng Yển gây dựng được thế lực lớn, đi đâu cũng mang theo tùy tùng trong phủ Quán Đào, nên người đương thời phải sợ, gọi là [Đổng Quân; 董君]. Đổng Yển muốn lấy lòng Hán Vũ Đế, bèn nghe theo lời người An Lăng là Viên Thúc (爰叔) về khuyên Quán Đào tặng Trường Môn viên thuộc sở hữu của mình cho Vũ Đế và bà đã bằng lòng. Vũ Đế biết chuyện cực kì vui mừng, khen ngợi bà và ra lệnh đổi Trường Môn viên làm Trường Môn cung, từ đó thái độ của Vũ Đế đối với bà cũng tốt hơn. Một lần bà bị bệnh, Vũ Đế thân hành đến thăm hỏi, Công chúa bèn đề nghị sẽ lấy Đổng Yển. Tuy việc lấy con nuôi làm chồng là trái với nghi lễ, nhưng do nể tình cô mẫu nên Vũ Đế đành thuận cho bà xuất giá. Từ đó Đổng Yển trở thành ông chủ trong phủ của Quán Đào công chúa. Đổng Yển cũng tìm cách lấy lòng Vũ Đế và được ông yêu thích, có ý muốn phong làm quan. Một hôm, Vũ Đế thiết yến mời vợ chồng Quán Đào công chúa tới dự. Trong buổi tiệc, đại thần Đông Phương Sóc muốn can ngăn Vũ Đế, đã kể ba tội lớn của Đổng Yển trước mặt Vũ Đế: tư thông với công chúa, chưa kết hôn lại sống chung, dụ dỗ vua ăn chơi. Vũ Đế cho là phải và không còn tin tưởng Đổng Yển nữa. Đổng Yển uất ức sinh bệnh và qua đời khi chỉ mới khoảng 30 tuổi.
Năm Nguyên Đỉnh nguyên niên (116 TCN), Quán Đào công chúa lâm trọng bệnh. Trước khi chết, bà yêu cầu con cháu phải chôn mình cùng nơi với Đổng Yển thay vì người chồng trước là Đường Ấp hầu. Không bao lâu sau bà qua đời, thọ hơn 70 tuổi, cùng Đổng Yển hợp táng vào Bá lăng (霸陵). Việc Quán Đào công chúa cùng Đổng Yển được xem là trường hợp Quý nhân công chúa hoàng tộc "vượt rào" đầu tiên trong lịch sử.
Sau lễ tang của Quán Đào công chúa, hai người con trai của bà là Đường Ấp hầu Trần Tu và Long Lư hầu Trần Kiểu do tranh giành tài sản dẫn đến phạm pháp nên đều bị tước bỏ tước vị. Trần Tu sợ hãi bèn tự sát.